# 馬里國家足球隊
馬利國家足球隊（法語：Équipe du Mali de football）是西非國家馬利的足球代表隊，由馬里足球協會管理。
馬里的球衣贊助商是法國品牌Airness。

## 歷史
由於馬利曾是法屬殖民地，因此很多球員是在法甲足球聯賽效力，部分已成名的更投身英超、西甲等等頂級聯賽。
馬里在國際青年賽場上創下不少佳績，1999年勇奪U-20世界青年錦標賽季軍，2004年出戰雅典奧運更殺入八強；在2015年更是大豐收，U-20的世界青年錦標賽上再次勇奪季軍，同年的U-17世界青年錦標賽更打進決賽，最終以0-2不敵U-17尼日利亞國家足球隊，以亞軍作收。
非洲國家盃的青年賽上，成績同樣輝煌，U-17非洲國家盃6度打進四強並奪下2座冠軍（2015、2017）；U-20非洲國家盃雖未奪冠，但也6度打進四強，並在1989年拿下亞軍。
可惜的是，青年盃賽的好成績無法反映在成年盃賽上，在非洲國家盃上，曾12次進入決賽圈，但仍未奪冠（1972年亞軍是目前最好成績），而至今仍未參加過世界盃決賽圈。

## 世界盃紀錄
- 1930年 至 1962年 - 沒有參加
- 1966年 - 退出
- 1970年 至 1990年 - 沒有參加
- 1994年 至 1998年 - 退出
- 2002年 至 2022年 - 外圍賽出局

## 非洲國家盃成績
| 非洲國家盃參賽紀錄 | 非洲國家盃參賽紀錄 | 非洲國家盃參賽紀錄 | 非洲國家盃參賽紀錄 | 非洲國家盃參賽紀錄 | 非洲國家盃參賽紀錄 | 非洲國家盃參賽紀錄 | 非洲國家盃參賽紀錄 | 非洲國家盃參賽紀錄 |
| 年份               | 最終成績           | 總排名             | 場數               | 勝                 | 和*                | 負                 | 入球               | 失球               |
| ------------------ | ------------------ | ------------------ | ------------------ | ------------------ | ------------------ | ------------------ | ------------------ | ------------------ |
| 1957年             | 屬於法國的一部分   | 屬於法國的一部分   | 屬於法國的一部分   | 屬於法國的一部分   | 屬於法國的一部分   | 屬於法國的一部分   | 屬於法國的一部分   | 屬於法國的一部分   |
| 1959年             | 屬於法國的一部分   | 屬於法國的一部分   | 屬於法國的一部分   | 屬於法國的一部分   | 屬於法國的一部分   | 屬於法國的一部分   | 屬於法國的一部分   | 屬於法國的一部分   |
| 1962年             | 沒有參與           | 沒有參與           | 沒有參與           | 沒有參與           | 沒有參與           | 沒有參與           | 沒有參與           | 沒有參與           |
| 1963年             | 沒有參與           | 沒有參與           | 沒有參與           | 沒有參與           | 沒有參與           | 沒有參與           | 沒有參與           | 沒有參與           |
| 1965年             | 外圍賽出局         | 外圍賽出局         | 外圍賽出局         | 外圍賽出局         | 外圍賽出局         | 外圍賽出局         | 外圍賽出局         | 外圍賽出局         |
| 1968年             | 外圍賽出局         | 外圍賽出局         | 外圍賽出局         | 外圍賽出局         | 外圍賽出局         | 外圍賽出局         | 外圍賽出局         | 外圍賽出局         |
| 1970年             | 外圍賽出局         | 外圍賽出局         | 外圍賽出局         | 外圍賽出局         | 外圍賽出局         | 外圍賽出局         | 外圍賽出局         | 外圍賽出局         |
| 1972年             | 亞軍               | 2/8                | 5                  | 1                  | 3                  | 1                  | 11                 | 11                 |
| 1974年             | 外圍賽出局         | 外圍賽出局         | 外圍賽出局         | 外圍賽出局         | 外圍賽出局         | 外圍賽出局         | 外圍賽出局         | 外圍賽出局         |
| 1976年             | 外圍賽出局         | 外圍賽出局         | 外圍賽出局         | 外圍賽出局         | 外圍賽出局         | 外圍賽出局         | 外圍賽出局         | 外圍賽出局         |
| 1978年             | 外圍賽出局         | 外圍賽出局         | 外圍賽出局         | 外圍賽出局         | 外圍賽出局         | 外圍賽出局         | 外圍賽出局         | 外圍賽出局         |
| 1980年             | 外圍賽出局         | 外圍賽出局         | 外圍賽出局         | 外圍賽出局         | 外圍賽出局         | 外圍賽出局         | 外圍賽出局         | 外圍賽出局         |
| 1982年             | 外圍賽出局         | 外圍賽出局         | 外圍賽出局         | 外圍賽出局         | 外圍賽出局         | 外圍賽出局         | 外圍賽出局         | 外圍賽出局         |
| 1984年             | 外圍賽出局         | 外圍賽出局         | 外圍賽出局         | 外圍賽出局         | 外圍賽出局         | 外圍賽出局         | 外圍賽出局         | 外圍賽出局         |
| 1986年             | 外圍賽出局         | 外圍賽出局         | 外圍賽出局         | 外圍賽出局         | 外圍賽出局         | 外圍賽出局         | 外圍賽出局         | 外圍賽出局         |
| 1988年             | 外圍賽出局         | 外圍賽出局         | 外圍賽出局         | 外圍賽出局         | 外圍賽出局         | 外圍賽出局         | 外圍賽出局         | 外圍賽出局         |
| 1990年             | 外圍賽出局         | 外圍賽出局         | 外圍賽出局         | 外圍賽出局         | 外圍賽出局         | 外圍賽出局         | 外圍賽出局         | 外圍賽出局         |
| 1992年             | 外圍賽出局         | 外圍賽出局         | 外圍賽出局         | 外圍賽出局         | 外圍賽出局         | 外圍賽出局         | 外圍賽出局         | 外圍賽出局         |
| 1994年             | 殿軍               | 4/12               | 5                  | 2                  | 0                  | 3                  | 4                  | 8                  |
| 1996年             | 外圍賽出局         | 外圍賽出局         | 外圍賽出局         | 外圍賽出局         | 外圍賽出局         | 外圍賽出局         | 外圍賽出局         | 外圍賽出局         |
| 1998年             | 外圍賽出局         | 外圍賽出局         | 外圍賽出局         | 外圍賽出局         | 外圍賽出局         | 外圍賽出局         | 外圍賽出局         | 外圍賽出局         |
| 2000年             | 外圍賽出局         | 外圍賽出局         | 外圍賽出局         | 外圍賽出局         | 外圍賽出局         | 外圍賽出局         | 外圍賽出局         | 外圍賽出局         |
| 2002年             | 殿軍               | 4/16               | 6                  | 2                  | 2                  | 2                  | 5                  | 5                  |
| 2004年             | 殿軍               | 4/16               | 6                  | 3                  | 1                  | 2                  | 10                 | 10                 |
| 2006年             | 外圍賽出局         | 外圍賽出局         | 外圍賽出局         | 外圍賽出局         | 外圍賽出局         | 外圍賽出局         | 外圍賽出局         | 外圍賽出局         |
| 2008年             | 小組賽             | 10/16              | 3                  | 1                  | 1                  | 1                  | 1                  | 3                  |
| 2010年             | 小組賽             | 9/16               | 3                  | 1                  | 1                  | 1                  | 7                  | 6                  |
| 2012年             | 季軍               | 3/16               | 6                  | 3                  | 1                  | 2                  | 6                  | 5                  |
| 2013年             | 季軍               | 3/16               | 6                  | 2                  | 2                  | 2                  | 7                  | 8                  |
| 2015年             | 小組賽             | 10/16              | 3                  | 0                  | 3                  | 0                  | 3                  | 3                  |
| 2017年             | 小組賽             | 12/16              | 3                  | 0                  | 2                  | 1                  | 1                  | 2                  |
| 2019年             | 十六強             | 11/24              | 4                  | 2                  | 1                  | 1                  | 6                  | 3                  |
| 2021年             | 十六強             | 11/24              | 4                  | 2                  | 2                  | 0                  | 4                  | 1                  |
| 2023年             | 八強               | 7/24               | 5                  | 2                  | 2                  | 1                  | 6                  | 4                  |
| Total              | 1次亞軍            | 14/35              | 59                 | 21                 | 21                 | 17                 | 71                 | 69                 |

## 著名隊員
- 穆罕穆德·迪亚拉：曾效力皇家馬德里
- ：曾效力
- ：曾效力英超的利物浦，意甲的祖雲達斯及港超的傑志
- ：曾效力英超，及法甲的摩納哥和馬賽
- : 曾效力巴塞隆拿